# Lijst van rijksmonumenten in Oss (plaats)
De plaats Oss telt 17 inschrijvingen in het rijksmonumentenregister. Hieronder een overzicht.
| Object                                                          | Oorspronkelijke functie?  | Bouwjaar                                               | Architect         | Locatie                                 | Coördinaten?                  | Nr.?   | Afbeelding        |
| --------------------------------------------------------------- | ------------------------- | ------------------------------------------------------ | ----------------- | --------------------------------------- | ----------------------------- | ------ | ----------------- |
| Kerk O.L. Vrouw Onbevlekt Ontvangen                             | Kerk en kerkonderdeel     | 1857-1859                                              | H.Tulder          | Kerkstraat 15                           | 51° 46' 9" NB, 5° 31' 22" OL  | 31870  | Meer afbeeldingen |
| Zeldenrust                                                      | Industrie- en poldermolen | 1860                                                   |                   | Kruisstraat 37                          | 51° 45' 56" NB, 5° 31' 13" OL | 31871  | Meer afbeeldingen |
| Nieuw Leven                                                     | Industrie- en poldermolen | 1895                                                   |                   | Nieuwe Brouwerstraat 49                 | 51° 46' 6" NB, 5° 31' 8" OL   | 31872  | Meer afbeeldingen |
| Voormalige Bergoss fabriek                                      | Handel en kantoor         | 1919                                                   | Oscar Leeuw       | Bram van den Berghstraat 22             | 51° 45' 57" NB, 5° 31' 48" OL | 516594 | Meer afbeeldingen |
| Voormalige Jurgens Margarinefabriek                             | Handel en kantoor         | 1912                                                   | Charles Estourgie | Kruisstraat 15                          | 51° 46' 3" NB, 5° 31' 19" OL  | 516599 | Meer afbeeldingen |
| Stadsvilla                                                      | Woonhuis                  | 1888                                                   |                   | Molenstraat 61                          | 51° 45' 57" NB, 5° 31' 34" OL | 516600 | Meer afbeeldingen |
| Fabrikantenvilla                                                | Woonhuis                  | ca. 1890                                               |                   | Molenstraat 63                          | 51° 45' 57" NB, 5° 31' 34" OL | 516601 | Meer afbeeldingen |
| Villa Constance (gebouw Museum Jan Cunen)                       | Woonhuis                  | 1888                                                   | H.R. Hendriks     | Molenstraat 65                          | 51° 45' 56" NB, 5° 31' 36" OL | 516602 | Meer afbeeldingen |
| Triomferende Maria geflankeerd door twee engelen                | Gedenkteken               | 1894                                                   | Lambert Hezenmans | Kerkstraat; Zuidzijde van de Grote Kerk | 51° 46' 9" NB, 5° 31' 21" OL  | 516603 | Meer afbeeldingen |
| Pand, voormalig woonhuis en rosoliemolen van de familie Jurgens | Woonhuis                  | kort na 1751 (gebouwd) ca. 1870 (gevel gemoderniseerd) |                   | Monsterstraat 6                         | 51° 46' 8" NB, 5° 31' 23" OL  | 516604 | Meer afbeeldingen |
| Oude watertoren                                                 | Nutsbedrijf               | 1935                                                   | J.H.J. Kording    | Watertorenstraat 1                      | 51° 45' 57" NB, 5° 30' 55" OL | 516605 | Meer afbeeldingen |
| Grafmonument van het echtpaar Jurgens-Feijen                    | Begraafplaats en -onderdl | 1887                                                   |                   | Eikenboomgaardplein 27                  | 51° 46' 47" NB, 5° 31' 57" OL | 516617 | Meer afbeeldingen |
| Eerste klas van begraafplaats Eikenboomgaard                    | Begraafplaats en -onderdl | 1872-1950                                              |                   | Eikenboomgaardplein 27                  | 51° 46' 17" NB, 5° 31' 38" OL | 516618 | Meer afbeeldingen |
| Grafmonument van het echtpaar Jurgens-Lemmens                   | Begraafplaats en -onderdl | 1888                                                   |                   | Eikenboomgaardplein 27                  | 51° 46' 17" NB, 5° 31' 38" OL | 525643 | Meer afbeeldingen |
| Grafmonument van het echtpaar Jurgens-van Waardenburg           | Begraafplaats en -onderdl | 1880                                                   | F.W. Mengelberg   | Eikenboomgaardplein 27                  | 51° 46' 17" NB, 5° 31' 38" OL | 525644 | Meer afbeeldingen |
| Grafmonument van het echtpaar Jurgens-Jansen                    | Begraafplaats en -onderdl | 1903                                                   | J. Dony           | Eikenboomgaardplein 27                  | 51° 46' 17" NB, 5° 31' 38" OL | 525646 | Meer afbeeldingen |
| Calvarieberg                                                    | Kerk en kerkonderdeel     | 1872                                                   |                   | Eikenboomgaardplein 27                  | 51° 46' 17" NB, 5° 31' 38" OL | 525647 | Meer afbeeldingen |